# Novosela (Valona)
Novosela (in Albanese Novoselë) una frazione del comune di Valona in Albania (prefettura di Valona).
Fino alla riforma amministrativa del 2015 era comune autonomo, dopo la riforma è stato accorpato, insieme agli ex-comuni di Orikum, Qendër e Shushicë a costituire la municipalità di Valona.

## Località
Il comune è formato dall'insieme delle seguenti località:
- Novosele
- Aliban
- Bishan
- Mifol
- Poro
- Dellenje
- Delisuf
- Trevllazer
- Cerkovine
- Skrofotine
- Fitore
- Akerni